# Artnet
Die Artnet AG ist ein börsennotierter Online-Dienstleister für den internationalen Kunsthandel. Die Hauptniederlassungen des Unternehmens sind in Berlin und New York mit Zweigstellen in der Volksrepublik China, Großbritannien und Russland.

## Geschäftsmodell
Die Geschäftsidee ist es, den Kunstmarkt in den Bereichen Bildende Kunst, Angewandte Kunst und Design durch möglichst umfassende Informationen über Preisentwicklungen und Markttendenzen transparent zu machen.

## Dienstleistungen
Kernstück dieses Geschäftsmodells sind die Preisdatenbanken von Artnet. Die Artnet Price Database Fine Art and Design und Price Database Decorative Art umfassen nach Unternehmensangaben etwa sieben Millionen Auktionsergebnisse von mehr als 700 internationalen Auktionshäusern. Die Price Database Fine Art and Design enthält Auktionsergebnisse seit 1985, die Verkaufsresultate in der Price Database Decorative Art beginnen mit dem Jahr 2000. Über die Preisdatenbanken lassen sich online Marktpreise und langfristige Preisentwicklungen von Kunstwerken recherchieren. Beide Datenbanken sind über monatliche Abonnements zugänglich.
Zweites Kernprodukt ist das Galeriennetzwerk Artnet Galerien, zu dem gegenwärtig rund 2000 internationale Galerien mit ihren Künstlern und Werken gehören. Die Galerien und die Künstler zahlen für ihre Präsenz einen monatlichen Beitrag.
Diese Dienstleistungen werden ergänzt durch die Online-Auktionsplattform Artnet Auctions, auf der Bildende Kunst und Design ersteigert und zum Verkauf angeboten werden können: Die Angebote werden jeweils nur wenige Tage präsentiert.

## Geschichte

### 1989–1995
Das Unternehmen wurde 1989 gegründet. Das erste Produkt war eine mit digitalen Illustrationen versehene Datenbank, die Auktionspreise für Kunstwerke enthielt. Sammler und Händler erhielten damit einen schnellen Überblick über die Preisentwicklungen auf dem Kunstmarkt. Daten und Bilder konnten per Modem über eine proprietäre Software abgerufen werden. 1995 wurde der ehemalige Kunsthändler Hans Neuendorf, einer der Mitbegründer von Artnet, zum CEO berufen.

### Ab 1996
1996 wurde die Preisdatenbank ins Internet übertragen und ließ sich nun plattformunabhängig nutzen. Auf der Website von Artnet können die Datenbestände seitdem online durchsucht werden. artnet Galerien, das artnet Magazine und weitere Informationsdienste erweiterten die Website zu einer Online-Plattform für Sammler, Händler und andere Akteure des Kunstmarktes.
Die Artnet Worldwide Corp. ging 1998 als hundertprozentige Tochtergesellschaft in der Artnet.com AG auf, die 1998 in Deutschland errichtet wurde. 1999 erfolgte die Erstnotierung des Unternehmens am Neuen Markt der Frankfurter Wertpapierbörse.
Im Jahr 2000 unternahm artnet den Versuch, als zusätzliche Dienstleistung Online-Auktionen für Kunst anzubieten. Das Konzept konnte sich jedoch zu diesem Zeitpunkt am Markt nicht durchsetzen. 2002 änderte das Unternehmen seinen Namen in Artnet AG. Im Oktober 2002 verließ die Artnet AG den Neuen Markt und war zunächst am Geregelten Markt der Frankfurter Wertpapierbörse notiert. Seit Februar 2007 ist das Unternehmen im Prime Standard der Frankfurter Wertpapierbörse notiert.
Seit Juli 2012 ist Jacob Pabst, Sohn von Hans Neuendorf, neuer Vorstandsvorsitzender. Vorsitzender des Aufsichtsrates war seit 2013 Hans Neuendorf. Im Dezember 2020 wurde sein vormaliger Stellvertreter, der Berliner Jurist Pascal Decker, zum Aufsichtsratsvorsitzenden gewählt.

## Kooperationen
Im Herbst 2004 schloss artnet eine Kooperation mit dem international tätigen Auktionshaus Sotheby’s. Im Sommer 2007 begann die Zusammenarbeit mit der Art Basel / Art Basel Miami Beach. Bestandteil dieser Kooperation ist eine virtuelle Verlängerung dieser Kunstmesse, wodurch ausgestellte Werke über das Messeende hinaus auf der Firmenhomepage zugänglich sind. Im Oktober 2008 schloss artnet eine Kooperation mit dem Bundesverband Deutscher Galerien und Editionen (BVDG).
Es bestehen weitere Kooperationen mit Kunstmessen (beispielsweise ARCO Madrid, Art Cologne, Art Élysées und Design Élysées), mit der Fachzeitschrift Eikon und The Art Newspaper sowie mit dem Museum Kunstpalast.